# روجر ماير
روجر ماير (بالإنجليزية: Roger Mayer)‏ هو منتج أفلام أمريكي، ولد في 21 أبريل 1926 في نيويورك في الولايات المتحدة، وتوفي في 24 مارس 2015 في لوس أنجلوس في الولايات المتحدة.

## وصلات خارجية
- روجر ماير على موقع IMDb (الإنجليزية)
- روجر ماير على موقع قاعدة بيانات الفيلم (الإنجليزية)